# Dizurija
Dizurija je naziv za bol pri mokrenju, koja se najčešće opisuje kao osjećaj žarenje ili pečenje prilikom mokrenja. Zapravo dizurija predstavlja mokrenje s naporom i napinjanjem, praćeno bolovima, dok je mlaz mokraće slab i isprekidan. Često se javlja osjećaj da bolesnik nije potpuno ispraznio mokraćni mjehur.
Dizurija može biti znak različitih bolesti ili patoloških stanja. Najčešće je simptom infekcije mokraćnog sustava, a može biti uzrokovana i npr. zloćudnom novotvorinom ili kamencem u mokraćnom sustavu. Uzroci mogu biti mehanički (smetnja prolaska urina kod bolesti prostate i pojave kamena u bubregu) i dinamički (kao posljedica poremećaja nerava i mišića koji učestvuju u aktu mokrenja).